# Лаусавис
Лаусавис (др.-сканд. ед.ч. lausavísa, мн.ч. lausavísur) — в скальдической поэзии и в более поздней исландской поэзии станс или несколько стансов, не связанных друг с другом повествованием.
Обычно короткое стихотворение или фрагмент, сохранившийся в тексте саги и приписываемый сагой каком-либо персонажу как спонтанная импровизация. В тексте саги лаусавис часто начинается со слов þá kvað (и сказано). В противоположность лаусависам выделяют обрывки поэм, цитируемых в сагах именно как фрагменты известных и устоявшихся (на момент описываемых событий) произведений.
Функцией лаусавис в сагах является направление курса событий, или, иногда, комментарий героя к конкретной, часто безвыходной ситуации. Лаусависы крайне редко предстают как отвлеченное философствование или результат поэтического соревнования скальдов. Фрагменты поэм же напротив, обычно служат подтверждением хорошо известных всем сведений, и являются апелляцией к авторитету известного скальда.
Выделение лаусавис часто затруднено путаницей и ошибками переписчиков. Характерным примером является Обзор саг о норвежских конунгах, в котором за лаусавису выдается станс из поэмы Bersöglisvísur.